# Олександрівка (пункт контролю, Луганська область)
48°58′37″ пн. ш. 39°44′27″ сх. д. / 48.97694° пн. ш. 39.74083° сх. д.
Олекса́ндрівка — пункт пропуску через державний кордон України на кордоні з Росією.
Розташований у Луганській області, Станично-Луганський район, у селі Олександрівка на автошляху місцевого значення. З російського боку розташований пункт пропуску «Тітовка», Міллеровський район, Ростовська область.
Вид пункту пропуску — автомобільний, пішохідний (тільки піший рух). Статус пункту пропуску — місцевий, з 6.00 до 18.00.
Характер перевезень — пасажирський.
Судячи з відсутності даних про пункт пропуску «Олександрівка» на сайті МОЗ, очевидно він може здійснювати лише радіологічний, митний та прикордонний контроль.
Пункт пропуску «Олександрівка» входить до складу митного посту «Луганськ» Луганської митниці.